# Di Blasi R7
Das Di Blasi R7 ist ein faltbares Kleinkraftrad, das schnell und einfach zusammengeklappt werden kann, um es einfacher zu transportieren.

## Allgemeines
Di Blasi Francofonte wurde 1973 von Rosario Di Blasi in Italien gegründet.
Das Di Blasi hat zahlreiche Anwendungsmöglichkeiten, wie zum Beispiel als Hilfsfahrzeug für Camper, zur Mitnahme auf dem Schiff, im Flugzeug oder im Auto, oder als Servicefahrzeug für die Übergabe oder Abgabe von Leihwagen. Bei der italienischen Polizei wird das Di Blasi beispielsweise in Hubschraubern mitgeführt. In Deutschland wurde es beworben als „Das kleinste, leichteste, aber klappschnellste Motorrädchen im Handkofferformat“ Je nach den gesetzlichen Rahmenbedingungen wurde bzw. wird es in Versionen mit Höchstgeschwindigkeiten von 35 bis 50 km/h hergestellt und zugelassen.
Obwohl das Di Blasi in frühen Zulassungen und Betriebsanleitungen und Prospekten auch als „Roller“ oder „Faltmoped“ bezeichnet wird, ist die Bezeichnung „Klappmokick“ technisch korrekt, da es sich um ein Kleinkraftrad ohne Pedale und ohne den rollertypischen Durchstieg mit Kickstarter handelt, das mit Knieschluss am Tank zu fahren ist.

## Modellgeschichte

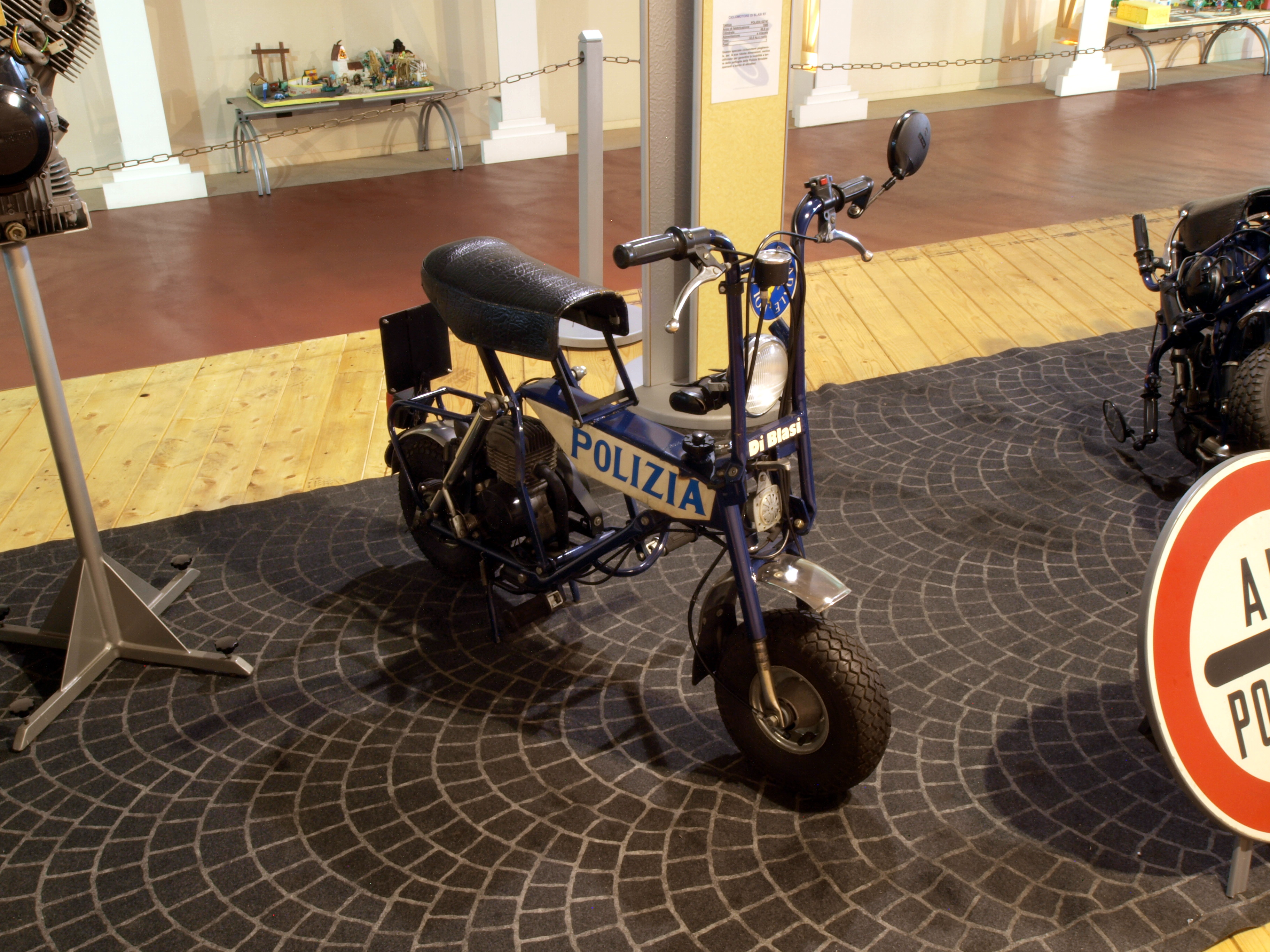
Di Blasi R2 der italienischen Polizei

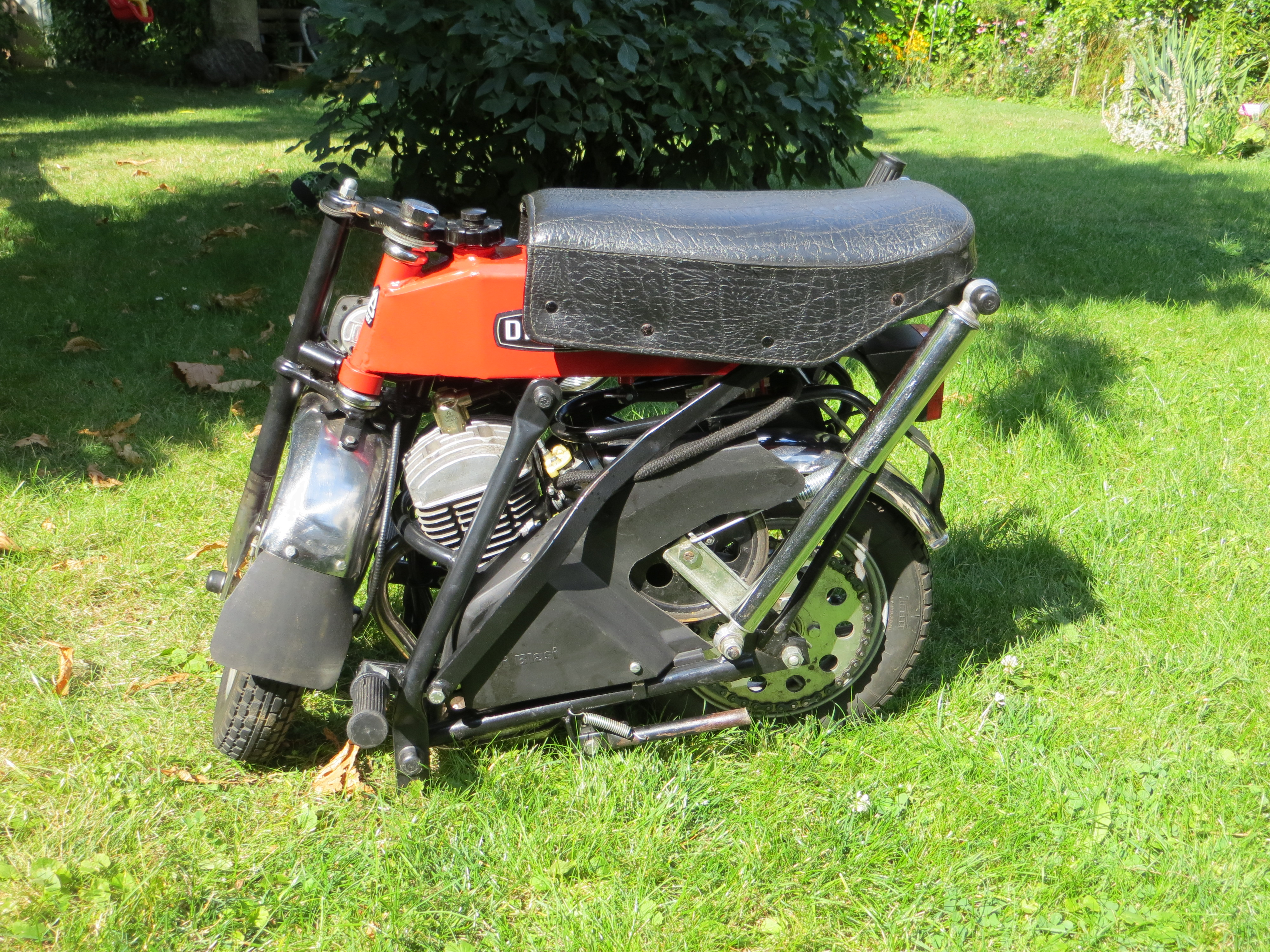
Di Blasi R7 von 1982 in zusammengeklapptem Zustand

Ab 1974 wurde bis 1979 das Modell R2 gebaut (Handelsname Paperino). Dieses war mit einem Einzylinder Zweitakt-Motor von Morini ausgerüstet:
Motor: Einzylinder-Morini-Motor Typ FM S5, Bohrung/Hub 38/42 mm, Hubraum 48 cm³, Verdichtung 6,4:1, Leistung 1,2 PS (880 W), Kraftstoffgemisch 1:20
Weitere Daten: Geschwindigkeit 35 km/h, Tankinhalt 2,0 Liter, Verbrauch 2,5 Liter, Stromanlage – 6 Volt / 18 Watt, Leergewicht 28 kg
Abmessungen: fahrbereit 1180 × 850 × 570 mm, geklappt – 700 × 550 × 300 mm
Seit 1979 wird das Modell R7 in verschiedenen Untervarianten gebaut, das einen von Di Blasi selbst gebauten Motor und ein stufenloses automatisches Keilriemengetriebe hat und somit ohne Gangschaltung auskommt.
Aktuelle technische Daten:
Dimensionen gefaltet: 78 × 36 × 61 cm, Dimensionen ungefaltet (Radstand): 93,5 cm
Leergewicht: ca. 32 kg
Tankvolumen: 3 Liter, Reichweite: 105–120 km/Tankfüllung, Kraftstoffverbrauch: 2,5–2,85 l/100 km
Höchstgeschwindigkeit: ca. 45 km/h, max. Steigung: ca. 12 %
Sitzplätze: 1, max. Belastung: 120 kg
Federung: Schraubenfedern, Teleskopstoßdämpfer: Teleskopgabel vorne und Schwinge hinten
Motor: Einzylinder Zweitaktmotor, Hubraum: 49,9 cm³, Höchstleistung: 0,86 kW bei 4000/min
Abgaswerte: Katalysator nach EURO2
Der Faltroller wird inzwischen auch als Elektroversion R70 oder mit rostfreiem Edelstahlrahmen (insbesondere für Wassersportler) angeboten.